# Mehrdad Minavand
Mehrdad Minavand (persisch مهرداد میناوند; * 30. November 1975 in Teheran; † 27. Januar 2021 ebenda) war ein iranischer Fußballspieler, der hauptsächlich auf der Position eines Mittelfeld- oder Flügelspielers zum Einsatz kam, aber auch als Linksverteidiger eingesetzt werden konnte. Der 67-fache iranische Nationalspieler gewann mit dem FC Persepolis zweimal die iranische Meisterschaft und wurde mit dem österreichischen Bundesligisten SK Sturm Graz österreichischer Meister, Cupsieger und Supercupsieger.
Nach seinem Karriereende als Aktiver arbeitete er zeitweise als Fußballtrainer in seinem Heimatland und trat erfolgreich als Sänger in Erscheinung.

## Vereinskarriere

### Meistertitel mit Persepolis
Mehrdad Minavand wurde am 30. November 1975 in Teheran geboren und begann hier auch seine Karriere als Fußballspieler. Im Alter von 18 Jahren hatte er seine ersten Profieinsätze für den Hauptstadtklub PAS Teheran, der in der vorangegangenen Saison in der recht dicht gestaffelten Endtabelle den fünften Platz belegt und in den beiden Jahren davor wiederum den Meistertitel gewonnen hatte. Innerhalb der Hauptstadt wechselte er im Jahr 1995 zum FC Persepolis, der sich zu dieser Zeit gerade in einem Aufbruch befand. Gleich von Beginn an fungierte Minavand als Stammspieler der Mannschaft und wurde in der Saison 1995/96 in allen 30 Meisterschaftsspielen seines Teams eingesetzt, wobei er vier Tore beisteuerte. Die Mannschaft gewann am Ende mit sechs Punkten Vorsprung auf den Zweitplatzierten, den Bahman FC – punktegleich mit dem drittplatzierten Stadtrivalen Esteghlal – den iranischen Meistertitel. Für den Klub war es nach 1971/72, 1973/74 und 1975/76 der vierte Meistertitel in einer landesweiten Meisterschaft in der seit 1963 laufenden Vereinsgeschichte.
In der anschließenden Asian Club Championship, an dem Minavand mit seiner Mannschaft aufgrund des Meistertitels teilnahm, zog Persepolis nach Siegen über Köpetdag Aşgabat aus Turkmenistan in Runde 1, Spartak Semei aus Kasachstan in Runde in das als Gruppenphase ausgetragene Viertelfinale ein. Nach einem dortigen Gruppensieg schied Minavands Team gegen den späteren Turniersieger, die Pohang Steelers aus Südkorea, im Halbfinale aus, konnte sich am Ende im Spiel um Platz 3 noch einen Podiumsplatz sichern. Weiters schaffte es Minavand im April 1996 erstmals in das Aufgebot der iranischen Fußballnationalmannschaft, in der ab Jahresende zur Stammkraft avancierte.
Wie bereits in der vorangegangenen Spielzeit kam der Linksfuß auch in der Saison 1996/97 in allen Ligapartien seiner Mannschaft zum Einsatz und erzielte hierbei fünf Treffer. Im Endklassement rangierte er mit Persepolis abermals mit sechs Punkten Vorsprung auf den Bahman FC erneut an erster Tabellenposition, was den zweiten Meistertitel in Folge bedeutete. In der nachfolgenden Asian Club Championship 1997/98 erging es dem 1,78 m großen Flügelspieler und seinem Team ähnlich wie in dem vorherigen Turnier. Nach einem abermaligen Gruppensieg im Viertelfinale unterlag Persepolis im Semifinale diesmal dem Klub Dalian Wanda aus China und verlor auch das Spiel um Platz 3 deutlich gegen den Klub al-Hilal aus Saudi-Arabien. In der Spielzeit 1997/98 zog sich der Persepolis FC während der laufenden Saison vom Spielbetrieb der höchsten iranischen Fußballliga zurück. Als Grund wurden die internationalen Verpflichtungen seiner Spieler – Persepolis war der einzige iranische Vertreter in der Asian Club Championship und hatte zu dieser Zeit zahlreiche aktive Nationalspieler im Kader – angegeben. Laut den diversen Statistikseiten im Internet, darunter unter anderem auch national-football-teams.com, kam Minavand in abermals allen 28 Ligaspielen zum Einsatz und erzielte vier Tore.

### Wechsel zu Sturm Graz und Beginn der Erfolgsgeschichte
Binnen kürzester Zeit hatte es Minavand zu einem einsatzstarken Nationalspieler gebracht; so hatte er bis zum Start der Weltmeisterschaft 1998 in Frankreich bereits 29 Länderspiele für sich verbucht. Bei der WM war er in allen drei Gruppenspielen der Iraner über die vollen 90 Minuten auf dem linken Flügel im Einsatz, schaffte mit seinem Heimatland jedoch aufgrund eines dritten Gruppenplatzes kein Weiterkommen im Turnier. Bei dieser WM-Endrunde waren bei der österreichischen Nationalmannschaft auch fünf Akteure des amtierenden Meisters SK Sturm Graz im Einsatz. Hannes Kartnig, damals Präsident von ebendiesem SK Sturm, hatte sich zum Ziel gesetzt, für die kommende Saison WM-Spieler unter Vertrag zu nehmen. Neben dem damals bereits schwer angeschlagenen Kameruner Didier Angibeaud wurde auch der 22 Jahre alte Mehrdad Minavand in die höchste österreichische Fußballliga gelotst, wo er bei den Grazern einen Dreijahresvertrag unterzeichnete. Die kolportierte Ablösesumme für den Iraner betrug umgerechnet rund 15 Millionen Schilling, womit er einer der teuersten Spieler in Vereinsgeschichte des amtierenden Fußballmeisters wurde. Sein Gehalt für diese drei Jahre belief sich auf kolportierte und umgerechnete zwei Millionen Dollar, womit er einer der bestbezahlten iranischen Spieler seiner Zeit war. Angeboten wurde Minavand Kartnig, der sich während dieser Zeit auf einer mehrmonatigen Südamerika-Reise befand, von einem deutschen Anwalt. Die telefonischen Verhandlungen übernahm der damalige Manager und Vizepräsident des FC Tirol, Robert Hochstaffl. Auch der Karlsruher SC und der LASK waren an dem Mittelfeldakteur dran, scheiterten jedoch in den Verhandlungen.
Sein Pflichtspieldebüt erfolgte am 24. Juli 1998, als die Grazer mit einem klaren 4:0-Sieg über die SV Ried den ÖFB-Supercup gewannen, wobei er für den Doppeltorschützen Hannes Reinmayr eingewechselt wurde. Sein Debüt in der österreichischen Bundesliga gab Minavand erst in der dritten Runde (4. August), als er bei einem 3:0-Heimerfolg über den SC Austria Lustenau von Trainer Ivica Osim in der 71. Spielminute für Mario Haas ins Spiel gebracht wurde. Auch in der Folgezeit blieben längere Einsätze Minavands weitestgehend aus. Im Hinspiel der zweiten Qualifikationsrunde zur UEFA Champions League 1998/99 noch ohne Einsatz auf der Ersatzbank, kam Minavand im Rückspiel gegen Újpest Budapest ab Minute 76 für Didier Angibeaud aufs Spielfeld. Danach begann für den SK Sturm die „goldene Champions-League-Ära“, an der zum Teil auch Minavand mitwirkte. Bei seinem ersten Champions-League-Einsatz, dem Auswärtsspiel gegen Inter Mailand, war es jedoch ein Fehler des gerade erst eingewechselten Minavand, der zur knappen 0:1-Niederlage der Grazer führte. Danach kam er in der Champions League nur mehr bei der deutlichen 1:5-Heimniederlage gegen Real Madrid über die vollen 90 Minuten zum Einsatz und schied mit der Mannschaft mit einem einzigen Punkt als Letzter der Gruppe C vom laufenden Turnier aus.
In der Liga hatte er zumeist die Rolle des Reservisten inne und wurde von Osim oftmals nur als Joker ins Rennen geschickt. Beim 5:0-Kantersieg im Grazer Derby gegen den Grazer AK am 6. November 1998, der gleichzeitig auch der höchste Derbysieg seit 1946 war, war Minavand das einzige Mal in dieser Saison in der Liga über die vollen 90 Minuten auf dem Spielfeld. Am Ende schaffte er mit den Grazern mit drei Punkten Vorsprung auf den SK Rapid Wien den abermaligen Meistertitel in der österreichischen Bundesliga. Er selbst hatte es dabei auf 17 Ligaeinsätze gebracht. Nur wenige Tage davor hatte er mit Sturm im Finale des ÖFB-Cups 1998/99 den LASK im Elfmeterschießen mit 5:3 bezwungen. Im Verlauf des ÖFB-Cups fungierte der Iraner als Stammkraft, wurde bis auf die Viertelfinalpartie gegen den GAK in allen restlichen Spielen über die volle Spieldauer eingesetzt und konnte dabei auch zwei Tore erzielen. Bemerkenswert war hierbei sein Treffer zur 2:0-Führung beim 5:0-Sieg über die SV Ried im Cup-Halbfinale, das er in der siebenten Minute mit einem Schuss von der Mittellinie erzielte. Ebenso im Einsatz war er, als Sturm am 25. Juni 1999 knapp gegen den LASK den ÖFB-Supercup und somit das Triple gewann.

### Weitere Champions-League-Teilnahmen und Vizemeistertitel
In der Saison 1999/2000 konnte sich der in Graz für seine weißen Fußballschuhe und seine nach erfolgreichem Dribbling nicht immer gelingenden Bananenflanken bekannte Minavand kaum von seiner Reservistenrolle lösen – zu stark war die Konkurrenz auf seiner angestammten Position innerhalb der Mannschaft. Erst in vier der letzten fünf Meisterschaftsspielen bis zur Winterpause ließ ihn Osim als Stammkraft in Erscheinung treten, danach hatte er im Frühjahr 2000 wieder seine Reservistenrolle einzunehmen. In der erfolgreichen Qualifikation zur UEFA Champions League 1999/2000 und im Wettbewerb selbst hatte der 1,78 m große Linksfuß ebenfalls nur eine untergeordnete Rolle. Während seiner kurzen Zeit als Stammspieler im Herbst 1999 brachte er es dann auch auf zwei Einsätze in der Champions League – beim 3:2-Erfolg über Olympique Marseille wurde er ab der 76. Spielminute durch Georg Bardel ersetzt und bei der knappen 1:2-Niederlage auswärts gegen Manchester United spielte er durch. Nach dem Ausscheiden aus der Champions League hatte Sturm als Drittplatzierter der Gruppe D die Möglichkeit ab der dritten Runde am UEFA-Pokal 1999/2000 teilzunehmen. Auch dort agierte Minavand als Stammkraft und war sowohl im Hinspiel, als auch beim skandalträchtigen Rückspiel gegen den AC Parma über die volle Spieldauer am Rasen. In der Liga brachte es der Mittelfeldakteur, der in dieser Zeit des Öfteren auch weiter hinten eingesetzt wurde, aber vorwiegend über den Flügel spielte auf immerhin 23 Meisterschaftsauftritte, wobei er erneut torlos blieb. Im ÖFB-Cup 1999/2000 ereilten ihn und die Mannschaft bereits in der zweiten Runde gegen den Regionalligisten ASKÖ Pasching ein jähes Ende – bis dahin war er in beiden Pokalspielen seiner Mannschaft über die gesamte Spieldauer im Einsatz gewesen.
Bei den Grazern, deren Budget sich innerhalb weniger Jahre beinahe verzwanzigfacht hatte und deren Profikader mittlerweile aus 30 Mann bestand, konnte sich „Mini“ oder „Mina“, wie er in Graz gerufen wurde, ab der Spielzeit 2000/01 immer mehr als Stammkraft etablieren. Nach Siegen über Hapoel Tel Aviv in der zweiten und Feyenoord Rotterdam in der dritten Qualifikationsrunde zur UEFA Champions League 2001/02 schaffte Sturm Graz zum dritten Mal in Folge den Einzug in die Champions League, was bis heute (Stand: 2021) keiner anderen österreichischen Mannschaft gelungen ist. Am 26. Juli 2000 schrieb er Geschichte, als er nach über 20 Jahren der erste Spieler war, der sich dem Bann des Mullahs widersetzte und gegen eine israelische Mannschaft (Hapoel Tel Aviv) antrat (siehe Nahostkonflikt). Das riskante Vorgehen Minavands wurde jedoch nicht von der iranischen Regierung geahndet. Laut eigener Aussage soll die Entscheidung, ob er spielen soll oder nicht ihm selbst überlassen worden sein. Das eine Woche später stattfindende Rückspiel gegen die Israelis konnte Minavand nicht bestreiten; als iranischer Staatsbürger wurde ihm die Einreise nach Israel verweigert. In dieser Zeit oft im defensiven Mittelfeld und auf den Flügeln im Einsatz gehörte Minavand zum Stammpersonal der in dieser Saison international so erfolgreichen Sturm-Mannschaft.
Während er mit den Schwarz-Weißen in der ersten Gruppenphase Mannschaften wie Galatasaray Istanbul, Glasgow Rangers oder die AS Monaco bezwang und sich am Ende als Gruppensieger für die 2. Gruppenphase qualifizierte, rutsche er mit dem Team in der Liga immer mehr in eine Krise. So rangierte Sturm im Herbst 2000 für mehrere Wochen sogar auf dem achten Tabellenplatz und schaffte danach langsam den Weg auf die vorderen Tabellenplätze in der Liga. In dieser Zeit gelang Minavand auch sein einziger Treffer für die Grazer; diesen erzielte er am 28. Oktober 2000 bei einem 4:2-Heimsieg über Schwarz-Weiß Bregenz, als er bereits in der zweiten Spielminute zur 1:0-Führung traf. Auch in der zweiten Champions-League-Gruppenphase setzte Ivica Osim auf den mittlerweile 25-jährigen Iraner. Nach Niederlagen gegen den FC Valencia und Manchester United halfen die beiden Siege über Panathinaikos Athen, bei dessen Rückspiel Minavand auch eine Torvorlage gelang, nicht zum Weiterkommen im Bewerb. Als Dritter der Gruppe A schied er mit Sturm Graz aus der Königsklasse aus. Am Saisonende erreichte er mit seiner Mannschaft nur den vierten Tabellenplatz und verpasste somit erstmals seit 1994 auch die Qualifikation für einen internationalen Startplatz. Er selbst kam auf 27 von 36 möglich gewesene Ligaeinsätze. Auch im ÖFB-Pokal 2000/01 lief es für die Grazer weniger erfolgreich. Im Viertelfinale unterlag das Team dem SK Rapid Wien im Elfmeterschießen – Minavand hatte es in diesem Wettbewerb auf zwei Einsätze gebracht.

### Stippvisite in Belgien und den Vereinigten Arabischen Emiraten
Einer von Sturm-Präsident Hannes Kartnig angekündigten langen Transferliste fiel am Ende auch Minavand zum Opfer. Von Kartnig kam zu dieser Zeit gegenüber den Medien die gegenüber Minavand abwertende Aussage „Wenn einen Perser, dann einen Teppich“. Für den Iraner ging es daraufhin nach einer halbjährigen Vereinslosigkeit im Winter 2001/02 nach Belgien zur in der höchsten belgischen Fußballliga spielenden Sporting Charleroi. Davor war er während seiner Zeit bei Sturm von Vereinen wie 1860 München oder Werder Bremen umworben worden, entschied sich jedoch für einen Verbleib in Graz. Bei einem 3:3-Auswärtsremis gegen den KVC Westerlo wurde er am 10. Februar 2002 von Trainer Enzo Scifo erstmals in der Liga eingesetzt; hierbei kam er ab Minute 58 für Serjio Rojas ins Spiel. In den Wochen danach blieben Einsätze Minavands, der zumeist auf der Ersatzbank saß, aus. Erst eine Runde vor Schluss wurde er am 27. April bei einer 1:3-Heimniederlage gegen den Lommel SK in der Startformation eingesetzt, wo er in der Defensive an der Seite des damals 20-jährigen burkinischen Nationalspielers Mahamoudou Kéré agierte und ab der 70. Minute durch den Serben Branko Milovanović ersetzt wurde. Im Endklassement auf dem zwölften Platz rangierend war für Minavand das Abenteuer Belgien nach nur wenigen Wochen vorbei. Stattdessen wechselte er für wenige Monate in die Vereinigten Arabischen Emirate, wo er beim Dubaier Klub al Shabab unterkam. Den in dieser Zeit zumeist auf den hinten Tabellenplätzen zu findenden Klub verließ er bald darauf in Richtung Heimat – Persepolis hatte seine neuerliche Verpflichtung bekanntgegeben.

### Rückkehr in den Iran und dortiger Karriereausklang
Zurück in der Heimat tat sich Minavand – teilweise auch verletzungsbedingt – schwer bei Persepolis Fuß zu fassen. In der Liga kam er in acht Spielen zum Einsatz und rangierte mit dem Team am Ende mit acht Punkten Rückstand auf den Sepahan FC auf dem dritten Tabellenplatz. Ähnlich verlief für ihn auch die darauffolgende Saison 2003/04, in der er in nur elf Meisterschaftsspielen auf dem Platz war und die Spielzeit mit der Mannschaft auf dem fünften Platz abschloss. Ein sich seit längerer Zeit abzeichnender Vereinswechsel führte im Sommer 2004 zum Sepahan FC, der die Saison 2003/04 punktegleich mit Persepolis abgeschlossen, sich aber über den Hazfi Cup für die AFC Champions League 2005 qualifiziert hatte. In der Gruppenphase der Champions League scheiterte er mit der Mannschaft in der Gruppe B gegen al Ain aus den Vereinigten Arabischen Emiraten. In der Liga hatte es Minavand auf 19 Einsätze gebracht und beendete die Saison am Ende mit Sepahan auf dem zehnten Tabellenrang. Nach nur einer Spielzeit in Isfahan trat Minavand einen weiteren Vereinswechsel an; diese führte ihn zurück in seine Heimatstadt zum dort spielenden Klub Rah Ahan. Über Einsätze Minavands für den Hauptstadtklub ist nichts bekannt. Im Alter von 30 Jahren beendete er seine Karriere als Aktiver und konzentrierte sich verstärkt auf seine mittlerweile eingeschlagene Geschäftslaufbahn.

## Nationalmannschaftskarriere

### Erste Erfolge bei der Asienmeisterschaft 1996
Unter Trainer Mohammad Mayeli Kohan schaffte der damals 20-Jährige im April 1996 den Sprung in die iranische A-Nationalmannschaft und gab am 28. April 1996 bei einer 0:1-Niederlage in einem Freundschaftsspiel gegen Turkmenistan sein Debüt im Nationaldress, als er von Beginn an spielte und ab der 50. Minute durch Reza Shahroudi ersetzt wurde. Mayeli Kohan, der davor die iranische Futsalnationalmannschaft trainiert hatte, holte ihn danach erst wieder sieben Monate später für die Vorbereitung auf die Asienmeisterschaft 1996 in den Nationalkader. Nach einem weiteren Freundschaftsspieleinsatz gegen Turkmenistan Ende November 1996 nahm er im Dezember als Teil des 20-köpfigen iranischen Spieleraufgebots an der besagten Asienmeisterschaft teil. Während der Qualifikationsphase des Turniers, als der Iran im Juni 1996 binnen elf Tagen sechs Länderspiele absolvierte, kam er nicht zum Einsatz. Bei der 2:1-Niederlage gegen den Irak im ersten Gruppenspiel des Turniers noch nicht im Einsatz, agierte Minavand in den beiden folgenden Gruppenspielen gegen Thailand und Saudi-Arabien als Stammkraft, wobei ihm beim 3:1-Sieg über Thailand auch sein erster Treffer im Nationalteam gelang. In der dicht gestaffelten Gruppe B schaffte er mit seinem Heimatland den Aufstieg in die K.o.-Phase. Dort bezwangen die Iraner Südkorea klar mit 6:2 und zogen ins Halbfinale gegen Saudi-Arabien ein. Auch hier agierte Minavand wieder als Stammspieler über die vollen 90 Minuten; das Spiel ging erst im Elfmeterschießen mit 3:4 verloren. Im anschließenden Spiel um Platz 3 gegen Kuwait – Minavand spielte von Beginn an und wurde ab Minute 86 durch den Mannschaftskapitän Mojtaba Moharrami ersetzt – setzte sich der Iran im Elfmeterschießen gegen die Kuwaiter mit 3:2 durch. Am Ende schaffte er es als Mittelfeldspieler ins „Team des Turniers“.

### Erfolgreiche WM-Qualifikation mit dem Iran
Fortan wurde Minavand als einer der Helden der Asienmeisterschaft gefeiert und hatte auch nach dem Turnier einen Stammplatz in der Mannschaft. So wurde er im April 1997 in der Vorbereitung auf die Qualifikation zur Weltmeisterschaft 1998 in zwei freundschaftlichen Länderspielen gegen Kenia und China eingesetzt und absolvierte im Juni 1997 fünf der sechs WM-Qualifikationsspiele seines Heimatlandes. Beim historischen 17:0-Kantersieg über die Malediven, das bis zum 19:0-Erfolg über Guam anlässlich der Qualifikation zur WM 2002 rund dreieinhalb Jahre später der höchste Sieg in der Geschichte der iranischen Nationalmannschaft war, sowie beim 7:0-Sieg über Kirgisistan konnte Minavand jeweils einen Treffer besteuern. Als überlegener Erstplatzierter in der Gruppe 2 schaffte es die Mannschaft in die zweite Qualifikationsrunde. Nach zwei weiteren Freundschaftsspielen im August und September 1997 trat Minavand mit dem Iran bei der zweiten Qualirunde an. Mayeli Kohan setzte in sechs der acht Spiele auf den 21-jährigen Mittelfeldakteur; der Iran rangierte am Ende mit zwei Punkten Rückstand auf Saudi-Arabien auf dem zweiten Platz der Gruppe A.
Da Mayeli Kohan das festgesetzte Ziel, sich direkt für die WM zu qualifizieren, nicht geschafft hatte, wurde er nach der zweiten Qualifikationsrunde mit sofortiger Wirkung beurlaubt und durch den Brasilianer Valdeir Vieira als Interimslösung ersetzt. Vieira setzte ihn daraufhin im Relegationsspiel gegen Japan ein; das Spiel wurde allerdings mit 2:3 in der Verlängerung verloren. Als nunmehr Vierter der asiatischen WM-Qualifikation – Saudi-Arabien und Südkorea hatten sich als Gruppensieger und Japan als Sieger im Relegationsspiel gegen den Iran für die WM-Endrunde qualifiziert – bestritt der Iran ohne Minavands Beteiligung zwei Play-off-Spiele gegen den Ozeanien-Sieger, die australische Nationalmannschaft. Nach einem 1:1-Remis im Hinspiel im mit 100.000 Besuchern ausverkauften Azadi-Stadion schaffte der Iran nach einem 2:2-Remis im Rückspiel nur aufgrund der Auswärtstorregel die WM-Qualifikation; bis zur 75. Spielminute hatte Australien mit 2:0 geführt. Nach der ersten erfolgreichen WM-Qualifikation seit 20 Jahren kam es zu einem neuerlichen Trainerwechsel und Interimstrainer Viera wurde durch den erfahrenen Kroaten Tomislav Ivić ersetzt. Ivić setzte Minavand weiterhin als Stammspieler ein; so unter anderem bei zwei Freundschaftsspielen gegen Nigeria und Chile im Januar 1998, sowie bei drei freundschaftlichen Länderspielen gegen Kuwait, Ungarn und Jamaika im April 1998. Im letzten Vorbereitungsspiel auf die Weltmeisterschaft, einer 0:2-Niederlage gegen Kroatien, kam Minavand am 3. Juni unter dem neuen Trainer, Jalal Talebi, ebenfalls noch zum Einsatz und startete daraufhin mit seinem Heimatland am 21. Juni in die Weltmeisterschaft in Frankreich.

### WM-Teilnahme 1998 und Westasien-Sieger 2000
Bei der WM-Endrunde, bei der die Handschrift von Ivić noch deutlich zu erkennen war, kam der 22-jährige Mittelfeldspieler bereits im ersten Gruppenspiel gegen BR Jugoslawien über die gesamte Spieldauer als Flügelspieler zum Einsatz. Beim historischen und brisanten Duell gegen die Vereinigten Staaten, das in einem 2:1-Sieg der Iraner und damit im ersten Sieg des Team Melli bei einer Weltmeisterschaft endete, galt Minavand als einer der besten Spieler auf dem Platz. Im letzten Gruppenspiel gegen Deutschland spielte Minavand wieder das gesamte Match am Flügel durch und schied mit seinem Heimatland mit drei erreichten Punkten als Dritter der Gruppe F aus, woraufhin er nur wenige Wochen später zu seinem ersten Klub in Europa, dem SK Sturm Graz, wechselte. Im Oktober 1998 brachte er es noch auf einen Freundschaftsspieleinsatz gegen Kuwait, verpasste den Sieg Irans bei den Asienspielen 1998 und stand im darauffolgenden Jahr nur in insgesamt drei Länderspielen (gegen Ecuador, Kanada und Guatemala) der iranischen Nationalmannschaft, die zu dieser Zeit von Mansour Pourheidari trainiert wurde, zur Verfügung.
Wieder unter dem WM-Trainer Jalal Talebi nahm Minavand im Mai und Juni 2000 mit seinem Heimatland an der ersten Westasienmeisterschaft in Jordanien teil. Dabei wurde er von Talebi in allen drei Spielen Irans in der Gruppe A eingesetzt und war auch beim 1:0-Sieg im Halbfinale gegen den Gastgeber sowie beim 1:0-Sieg über Syrien im anschließenden Finalspiel im Einsatz. Nur wenige Tage nach diesem historischen Erfolg nahm Minavand bereits wieder für sein Heimatland an einer Reihe von Freundschaftsspielen (gegen Ägypten und Mazedonien) anlässlich des Nationenturniers LG Cup teil. Am 1. September 2000 war er beim ersten und bislang auch einzigen (Stand: 2021) Länderspiel gegen Österreich, einer 1:5-Niederlage, von Beginn an im Einsatz. Erst wenige Wochen zuvor hatte er den SK Sturm Graz verlassen, traf hierbei jedoch wieder auf einige frühere Teamkollegen wie Markus Schopp, Tomislav Kocijan oder Günther Neukirchner.

### Teilnahme an der Asienmeisterschaft 2000 und erfolglose WM-Qualifikation
Noch im selben Jahr nahm er unter Jalal Talebi an der Asienmeisterschaft 2000 teil. Nach der erfolgreichen Gruppenphase gegen den Libanon, Thailand und Irak, als der 1,78 m große Flügelspieler in alle drei Partien zum Einsatz kam, unterlag er mit der Mannschaft im Viertelfinale den Südkoreanern, die aufgrund eines Golden Goals von Lee Dong-gook in der 99. Minute weiterkamen. Danach dauerte es bis zum Sommer 2001, ehe Minavand wieder in der iranischen Fußballnationalmannschaft zum Einsatz kam. Am 22. Juli – der Iran hatte zwischenzeitlich bereits den neuen Trainer Ademar da Silva Braga entlassen und wurde nunmehr seit Ende April von Miroslav Blažević trainiert – kam Minavand in einem Freundschaftsspiel gegen das Geburtsland seines Trainers, Bosnien und Herzegowina, zum Einsatz. Bis zum Start in die zweite Runde der Qualifikation zur Weltmeisterschaft 2002 Ende August 2001 wurde der Mittelfeldspieler in vier weiteren Vorbereitungsspielen aufgestellt.
In der Qualifikation selbst fungierte er weiterhin als Stammspieler, absolvierte sieben der acht Gruppenspiele seines Heimatlandes, wobei er sechs komplett durchspielte und in einem nur wenige Minuten vor Schluss ausgewechselt wurde. Mit zwei Punkten Rückstand auf Saudi-Arabien rangierte er mit dem Iran in der Gruppe A der asiatischen WM-Qualifikation auf dem zweiten Platz und trat daraufhin in einem Play-off gegen die Fußballnationalmannschaft der Vereinigten Arabischen Emirate an. Hierbei absolvierte er sowohl das Hin-, als auch das Rückspiel, bei dem er wiederum das vierte und damit letzte Länderspieltor in seiner Karriere erzielte. Mit den Iranern musste er daraufhin in ein weiteres Play-off gegen Irland, den Zweiten der Gruppe 2 der europäischen Qualifikation bestreiten. Hierbei spielte er abermals in beiden Partien durch, konnte sich am Ende jedoch knapp nicht gegen die Iren durchsetzen. Ein 1:0-Sieg im Rückspiel hatte nach einer 0:2-Niederlage im Hinspiel nicht für eine erfolgreiche WM-Qualifikation gereicht. Nachdem Abgang von Blažević als iranischer Nationaltrainer kam er noch in vier freundschaftlichen Länderspielen unter dessen Nachfolger Branko Ivanković zum Einsatz. Für die Teilnahme an den Asienspielen 2002 hatte es für Minavand nicht mehr gereicht; einen Monat davor absolvierte er bei einem 1:0-Sieg über die Ukraine sein 68. und damit letztes Länderspiel für das Team Melli. Anlässlich des Lunar New Year Cups 2003 in Hongkong gehörte er Anfang 2003 noch einer von Homayoun Shahrokhi trainierten iranischen Nationalauswahl an, wurde im Turnierverlauf jedoch nicht eingesetzt.

## Zeit nach Profilaufbahn
Nach seinem Karriereende schlug er eine professionelle Laufbahn als Sänger ein, war damit eine Zeitlang sehr erfolgreich und schaffte es mitunter auch in die iranischen Charts. In den westlichen Medien wurde er zumeist als iranischer Popstar bezeichnet. Daneben besaß er in den 2000er Jahren eine Parfumerie, arbeitete als Fernsehmoderator und war zeitweise auch als Fußballtrainer tätig. So trainierte er unter anderem im Jahr 2009 die B-Mannschaft von Persepolis und fungierte von 2014 bis 2015 als Co-Trainer des Klubs Khoneh Be Khoneh, bei dem er auch 2016 kurzzeitig als Assistenztrainer tätig war. 2018 arbeitete er als Assistenztrainer bei Sepidrood Rasht.
Nachdem Minavand am 21. Januar 2021 aufgrund einer COVID-19-Erkrankung ins Laleh Hospital in Teheran eingeliefert worden war, starb er sechs Tage später im Alter von 45 Jahren an den Folgen der Krankheit. Im Jahr 2014 hatte er eine andere schwere Krankheit überstanden. Die islamische Bestattung erfolgte am Tag nach seinem Tod auf dem Behescht-e Zahra, dem Zentralfriedhof Teherans.
Zum Zeitpunkt seines Todes war er Co-Trainer in der zweiten iranischen Liga. Außerdem war er in den sozialen Medien sehr aktiv; als er starb, hatte sein Instagram-Account knapp 1,5 Millionen Abonnenten.

## Erfolge
mit dem FC Persepolis
- Iranischer Meister: 1995/96 und 1996/97
- Teilnahme an der Asian Club Championship: 1996/97 und 1997/98

mit dem SK Sturm Graz
- Österreichischer Fußballmeister: 1998/99
- Österreichischer Fußballvizemeister: 1999/2000
- Österreichischer Fußballpokalsieger: 1998/99
- Österreichischer Supercupsieger: 1998 und 1999
- Teilnahme an der UEFA Champions League: 1998/99, 1999/2000 und 2000/01

mit der iranischen Nationalmannschaft
- Dritter Platz bei der Asienmeisterschaft: 1996
- Wahl ins „Team des Turniers“ bei der Asienmeisterschaft: 1996
- Qualifikation zur und Teilnahme an der Weltmeisterschaft: 1998
- Vierter Platz bei der Asienmeisterschaft: 2000
- Sieger der Westasienmeisterschaft: 2000